# Клаус Рікеманн
Клаус Рікеманн (нім. Klaus Riekemann, 19 травня 1940) — німецький академічний веслувальник.
Олімпійський чемпіон 1960 року в складі розпашної четвірки зі стерновим.
Чемпіон Європи 1958, 1959 років у складі розпашної двійки зі стерновим, бронзовий призер 1961 року в складі розпашної четвірки без стернового.